# Ignacio Allende, Chiapa de Corzo
Ignacio Allende är en ort i Mexiko.   Den ligger i kommunen Chiapa de Corzo och delstaten Chiapas, i den sydöstra delen av landet, 700 km sydost om huvudstaden Mexico City. Ignacio Allende ligger 443 meter över havet och antalet invånare är 1 396.
Terrängen runt Ignacio Allende är kuperad åt sydost, men åt nordväst är den platt. Runt Ignacio Allende är det ganska tätbefolkat, med 58 invånare per kvadratkilometer. Närmaste större samhälle är Suchiapa, 16,0 km nordväst om Ignacio Allende. Omgivningarna runt Ignacio Allende är en mosaik av jordbruksmark och naturlig växtlighet.